# العلاقات البيروية الكينية
العلاقات البيروفية الكينية هي العلاقات الثنائية التي تجمع بين بيرو وكينيا.

## مقارنة بين البلدين
هذه مقارنة عامة ومرجعية للدولتين:
| وجه المقارنة                                              | بيرو                                   | كينيا                         |
| --------------------------------------------------------- | -------------------------------------- | ----------------------------- |
| المساحة (كم2)                                             | 1.29 مليون                             | 581.31 ألف                    |
| عدد السكان (نسمة)                                         | 32.16 مليون                            | 48.47 مليون                   |
| الكثافة السكانية (ن./كم²)                                 | 24.93                                  | 83.38                         |
| العاصمة                                                   | ليما                                   | نيروبي                        |
| اللغة الرسمية                                             | اللغة الإسبانية، اللغة الأيمرية، كتشوا | اللغة السواحلية، لغة إنجليزية |
| العملة                                                    | سول بيروفي جديد                        | شيلينغ كيني                   |
| الناتج المحلي الإجمالي (بليون دولار)                      | 211.39 مليار                           | 74.94 مليار                   |
| الناتج المحلي الإجمالي (تعادل القوة الشرائية) بليون دولار | 393.13 مليار                           | 142.24 مليار                  |
| الناتج المحلي الإجمالي الاسمي للفرد دولار أمريكي          | 6.03 ألف                               | 1.38 ألف                      |
| الناتج المحلي الإجمالي للفرد دولار أمريكي                 | 11.99 ألف                              | 2.95 ألف                      |
| مؤشر التنمية البشرية                                      | 0.740                                  | 0.548                         |
| رمز المكالمات الدولي                                      | +51                                    | +254                          |
| رمز الإنترنت                                              | .pe                                    | .ke                           |
| المنطقة الزمنية                                           | توقيت بيرو، 00                         | ت ع م+03:00                   |

## منظمات دولية مشتركة
يشترك البلدان في عضوية مجموعة من المنظمات الدولية، منها:
| علم المنظمة | اسم المنظمة                                                | تاريخ انضمام بيرو | تاريخ انضمام كينيا |
| ----------- | ---------------------------------------------------------- | ----------------- | ------------------ |
|             | مؤسسة التنمية الدولية                                      | 30 أغسطس 1961     | 3 فبراير 1964      |
|             | يونسكو                                                     | 21 نوفمبر 1946    | 7 أبريل 1964       |
|             | وكالة ضمان الاستثمار متعدد الأطراف                         | 2 ديسمبر 1991     | 28 نوفمبر 1988     |
|             | الأمم المتحدة                                              | 31 أكتوبر 1945    | 16 ديسمبر 1963     |
|             | العملية المشتركة للاتحاد الأفريقي والأمم المتحدة في دارفور | ?                 | ?                  |
|             | الفريق المعني برصد الأرض                                   | ?                 | ?                  |
|             | الاتحاد البريدي العالمي                                    | ?                 | ?                  |
|             | البنك الدولي للإنشاء والتعمير                              | 31 ديسمبر 1945    | 3 فبراير 1964      |
|             | الاتحاد الدولي للاتصالات                                   | 12 يوليو 1915     | 11 أبريل 1964      |
|             | منظمة حظر الأسلحة الكيميائية                               | ?                 | ?                  |
|             | مؤسسة التمويل الدولية                                      | 20 يوليو 1956     | 3 فبراير 1964      |
|             | المركز الدولي لتسوية المنازعات الاستشارية                  | 8 سبتمبر 1993     | 2 فبراير 1967      |
|             | منظمة التجارة العالمية                                     | ?                 | 1995               |
|             | منظمة الشرطة الجنائية الدولية                              | ?                 | ?                  |

## وصلات خارجية
- موقع وزارة الخارجية البيروفية
- موقع وزارة الخارجية الكينية